# قائمة اللغات حسب نظام الكتابة
أول أبجدية في تاريخ البشرية، كانت في المدينة السوريّة الساحلية ساحل رأس شمرا (أوغاريت) على شكل حروف مسمارية، نقلها الفينيقيون إلى اليونان الذين عدلوها وتحولت إلى الأبجدية الإغريقية التي بدورها عدلها شعوب أخرى فكانت الأبجدية السيريلية والأبجدية اللاتينية، حتى الحروف المسمارية تم تعديلها لتصبح ملائمة للكتابة الورقية بعدما كانت تكتب على الرقيم فكانت الأبجدية العربية والأبجدية السريانية والأبجدية العبرية.

## الأبجدية الأرمنية
- اللغة الأرمنية.

## الأبجدية التايلندية
- اللغة التايلندية

## الأبجدية العربية
- اللغة العربية.
- اللغة الفارسية.
- اللغة الدرية.
- اللغة الأذرية (في إيران).
- اللغة البلوشية.
- اللغة الفولانية (سابقًا).
- لغة الهاوسا (بالإضافة إلى الأبجدية اللاتينية).
- اللغة الكونارية (سابقاً).
- اللغة الصومالية (بالإضافة إلى الأبجدية اللاتينية).
- اللغة الكشميرية.
- اللغة الكردية (في إيران والعراق).
- اللغة المالاغاشية (بقيت تستعمل الأبجدية العربية لغاية القرن التاسع عشر).
- لغة الملايو أو بهاسا ملايو (تكتب بالأبجدية اللاتينية أيضاً).
- اللغة التركية العثمانية.
- اللغة البنجابية (في باكستان بخط شاه مكهي).
- اللغة البشتونية.
- اللغة السندية.
- لغة السولو.
- اللغة السواحيلية (سابقاً).
- اللغة الطاجيكية (في الصين وإيران).
- اللغة الأردية.
- اللغة اليوغورية (أجبرت سابقاً على تغيير الأبجدية العربية إلى الأبجدية اللاتينية والسيريلية).
- اللغة الجاوية (تكتب بالأبجدية اللاتينية أيضاً).
- اللغة السندية(في باكستان).
- اللغة الشبكية.
- اللغة الأتشيهية(بالإضافة إلى اللاتينية).
- اللغة الأديغية(سابقًا).
- اللغة العفارية.
- اللغة التاميلية(سابقًا).
- اللغة البلتية.
- اللغة البنجرية.
- اللغة البيلاروسية(سابقًا).
- اللغة البنغالية.
- اللغة البدرواهية.
- اللغة البوسنية.
- اللغة البراهوية(سابقًا).
- اللغة البروشسكية.
- اللغة الأتشيهية (on occasion, after the colonization by the Dutch)
- اللغة الأديغية (before 1927 and كتابة لاتينية [1927–1938], now uses the كتابة كريلية)
- كتابة عربية أفريقانية (briefly, in the early 19th century)
- اللغة العربية
  - لهجة جزائرية
  - لهجة مصرية
  - لهجات لبنان
  - لهجة مغربية
  - لهجة عراقية
  - لهجات سوريا
  - لهجة تونسية و القائمة تطول…

(بالإضافة إلى اللاتينية).
and many other varieties of Arabic.
- اللغة العفارية (Kabir Hamza script)
- اللغة الأذرية (Iran only)
- اللغة البختارية
- اللغة البلوشية
- اللغة البلتية
- اللغة البنجرية
- اللغة البشكيرية
- اللغة البيلاروسية (سابقًا)
- اللغة البنغالية (Historical) (along with Bengali, Sylheti and Assamese script)
- البدرواهية
- اللغة البوسنوية (formerly)
- اللغة البراهوية
- بروشسكي (on occasion)
- Cham
- اللغة الشيشانية (alongside the نظم الكتابة الجورجية)
- اللغة الصينية in the Arabic-derived كتابة عربية صينية alphabet
- التشيتاغنغية
- اللغة القمرية
- لغة تتار القرم (before 1928)
- Dari
- لغة الدونغان (now uses the كتابة كريلية)
- اللغة الدوغرية (also uses ديوناكري in India and Takri script)
- اللغة الديولية
- اللغة الفلبينية used by Muslims from the 14th century to the 16th century, now the Arabic script for Filipino is extinct and is replaced by Spanish in Latin script, which uses the letter Ñ as an extra letter.
- اللغة الفولانية (on occasion)
- اللغة الكيلكية
- اللغة اليونانية (on occasion in certain areas of اليونان and الأناضول)
- هرر (originally, now uses the حروف جعزية)
- اللغة الهوسية (on occasion)
- اللغة الإنغوشية (at the beginning of the 20th century)
- اللغة الجاوية (see بيكون)
- Jola-Fonyi
- لهجات عربية يهودية
  - لهجة يهودية تونسية
- إسبانية يهودية (until the 20th century)
- اللغة الكانورية (on occasion)
- اللغة القرقلباغية (before 1928)
- اللغة الكشميرية
- اللغة القازاقية in الصين
- كهوار
- اللغة الكردية (Iran and Iraq)
- اللغة القيرغيزية
- لغة لاك (now uses the Cyrillic script)
- اللغة الليزغينية
- لغة لوري
- اللغة المادورية (with the Pegon alphabet)
- اللغة الملغاشية (until the 19th century)
- لغة ملايو (14th – 20th century)
- لغة مندنكا
- مارواري (Pakistan)
- اللغة المازندرانية
- لغة مينانغكاباو
- اللغة المستعربية (now extinct)
- لغة نوبين (algongside Latin script)
- لغة نوغاي (before 1928 and Latin [1928–1938], now uses the كتابة كريلية)
- لغة تركية عثمانية (extinct)
- اللغة البشتوية
- اللغة الفارسية (Iran and Afghanistan)
- اللغة البنجابية (Pakistan)
- اللغة القشقائية
- اللغة الروهينغية (also uses the Latin script)
- Salar
- اللغة السرائيكية
- اللغة السندية
- اللغة الصومالية (see كتابة وداد)
- لغات السونغاي
- اللغة الإسبانية (before 16th century, a.k.a. عجمية)
- اللغة السواحلية (on occasion)
- اللغة الطاجيكية (formerly)
- الطالشية
- اللغة التتارية
- اللغة السولوية
- لغة طارقية
- اللغة التركية (formerly)
- اللغة التركمانية (on occasion in إيران and أفغانستان)
- Urdu
- اللغة الأويغورية
- اللغة الأوزبكية (Formerly, now Cyrillic and Latin are more commonly used)
- Wakhi
- Wolio
- ولوفية known as أبجدية ولوفية
- لغة يوربا in the 17th century with the الخط العجمي
- لغة زرمة (formerly)

## المقاطع البراهيمية
- اللغة البنغالية.
- اللغة الهندية.
- اللغة الخميرية أو (اللغة الكمبودية).
- اللغة البنجابية (في الهند).
- اللغة السنسكريتية.
- اللغة التاغالوغية أو اللغة الفلبينية وباقي اللغات الفليبينية (من القرن الرابع عشر ولغاية القرن التاسع عشر).
- اللغة التاميلية.
- اللغة التايلندية.
- اللغة التبتية.

### ألفبائية جاوية
- اللغة الجاوية (في الأدب القديم وجزء من المخزون الثقافي).

## أبجدية تيفيناغية
- اللغة الأمازيغية (المغرب)
- لغات أمازيغية
- لغة طارقية

## الأبجدية الجورجية
- اللغة الجورجية.

## الأبجدية الأرامية
- اللغة الآرامية.
- اللغة السريانية.
- اللغة الديهيفية.

## الأبجدية السيريلية
- اللغة الروسية.
- اللغة الأذرية.
- اللغة البيلاروسية.
- لغة باشقير.
- اللغة القيرغيزية.
- اللغة المنغولية.
- اللغة الصربية.
- اللغة البوسنية.
- اللغة البلغارية.
- اللغة الأوكرانية.
- اللغة المقدونية.
- اللغة التترية.

## الأبجدية العبرية
- اللغة الآرامية (بالإضافة إلى أبجديات الأخرى).
- اللغة العبرية.
- اللغة اليديشية.

## الأبجدية اللاتينية
- اللغة الأفريقانية.
- اللغة الألبانية.
- اللغة الباسكية.
- اللغة البيلاروسية (سابقاً استخدمت الأبجدية اللاتينية ولكن الآن تستخدم الأبجدية السيريلية).
- اللغة الكتالونية.
- اللغة الكرواتية.
- اللغة التشيكية.
- اللغة الدنماركية.
- اللغة الهولندية.
- اللغة الإنجليزية.
- اللغة الإستونية.
- اللغة الفرنسية.
- اللغة الألمانية.
- اللغة المجرية.
- اللغة الأيسلندية.
- اللغة الإندونيسية.
- اللغة الأيرلندية.
- اللغة الإيطالية.
- اللغة الجاوية.
- اللغة اللاتينية.
- اللغة اللاتفية.
- اللغة اللتوانية.
- اللغة اللوكسمبورغية.
- لغة ملايو أو بهاسا ملايو.
- اللغة المالطية.
- اللغة المولدوفية.
- اللغة النروجية.
- اللغة البولندية.
- اللغة البرتغالية.
- اللغة الصربية (مع الأبجدية السيريلية).
- اللغة السلوفاكية.
- اللغة السلوفينية.
- اللغة الإسبانية.
- اللغة السواحيلية.
- اللغة السويدية.
- لغة التاجالوج أو اللغة الفلبينية.
- اللغة التترية (بالإضافة إلى الأبجدية السيريلية والعربية).
- اللغة التركية (سابقاً كانت تستخدم الأبجدية العربية).
- اللغة الفيتنامية.
- اللغة الوالونية.
- اللغة الولوفية.
- اللغة اليوروبية.
- لغة الزولو.
- اللغة الكورسية.
- الإسبرنتو.
- الفولابوك.
- اللغة الكريولية الهايتية.
- اللغة الكردية (في تركيا وسوريا).

## حروف ومقاطع هان
- اللغة الصينية (بالإضافة إلى الأبجدية اللاتينية والعربية).
- اللغة اليابانية (المشتقات كانجي وكانا).
- اللغة الكورية (هنجا).
- اللغة الفيتنامية.

## هانغول
- اللغة الكورية.

## الأبجدية الإغريقية
- اللغة القبطية (لا يتحدث بها المصريون الآن حيث اضمحل استعمالها تدريجيا بعد الفتح العربي الإسلامي لمصر لكن لا تزال موجودة في صلوات وترانيم الكنائس المصرية كلغة دينية)
- اللغة النوبية.
- اللغة اليونانية.

## الأبجدية المنغوليةوالأبجديات المتعلقة بها

### الأبجدية المنغولية
- اللغة المنغولية.

### الأبجدية الأويغورية القديمة
- اللغة الأويغورية (سابقاً).